# Gesta Danorum
Gesta Danorum (Danernes bedrifter, Saxos Danmarkshistorie og Saxos Danmarks Krønike) er en semi-fiktiv krønike over dansk historie til det sene 1100-tal skrevet af Saxo Grammaticus. Værket beskriver i 16 bøger på latin tiden fra den mytologiske kong Dan til Knud 6.
Værket er affattet på et lærd og ordrigt latin. Som sprogkilde og forbillede har Saxo haft de romerske forfattere Quintus Curtius, Valerius Maximus samt Justinus og Martianus Capella, og han har kendt Vergil, Horats og Ovid. Af middelalderhistorikere har Saxo kendt Beda, Paulus Diaconus, Johannes af Salisbury og Dudo; men hans Gesta Danorum minder først og fremmest om Geoffrey af Monmouths Britanniens historie. Spørgsmålet om Saxos kilder har været genstand for megen diskussion. Der er bevaret et eksemplar af et kompendium af det vestromerske riges historie, som vi ved, Saxo havde lånt af domkirken og skulle aflevere til Sorø Kloster.

## Oversigt
Gesta Danorum er delt i 16 bøger. Værket inddeles ofte i én del, der menes at være mytologisk (1.-9. bøger), og én, der regnes for at være tættere på virkeligheden (10.-16. bog).
De første ni bøger omhandler sagntiden og beretter om ca. 60 oldtidskonger fra kong Dan til og med Gorm den Gamle. De første bøger er formentlig baseret på skriftlige kilder: Saxo må have haft en latinsk udgave af Skjoldungesagaen og en udgave af Den Angelsaksiske Krønike. I slutningen af 8. bog må han støtte sig til skriftlige kilder som Adam af Bremen, Roskildekrøniken og Svend Aggesens danmarkshistorie.
10. bog omhandler tiden fra Harald Blåtand til og med Magnus den Gode, og 11.-13. bog beskriver Svend Estridsen og hans fem sønnekonger. Den lange 14. og den korte 15. bog beskriver Erik Emune, Erik Lam, borgerkrigenes tid og Valdemar den Stores regering. Den 16. bog omhandler de første år af Knud 6.s regeringstid og afsluttes med vendernes undertvingelse i 1185.

## Troværdighed
Den historiske værdi af værkets ældre dele står og falder med værdien af de kilder, Saxo har baseret sin skildring på. Man bør derfor være opmærksom på, at han sammenblander historiske personer fra dem, selv om tidsforskellen udelukker, at de kan have haft noget med hinanden at gøre. Forklaringen er, at datiden fulgte andre idealer for historieskrivning end vore dages kildekritik. Historie skulle være moralsk opbyggende, og ideen om en neutral og saglig historieskrivning lå stadig mange hundrede år ude i fremtiden.

### Forlæg
En vurdering af værket må også omfatte Saxos brug af kilder. Det er sandsynligt, at Saxo har benyttet Roskildekrøniken, Adam af Bremens krønike og Sven Aggesens sagaer som forlæg. Det har været antaget, at der findes et fælles forlæg for disse kilder. Denne tolkning er imidlertid omstridt.
Modsat den historiske værdi er værkets litterære værdi og dets billede af huskarlenes eller hirdmændenes tankegang og stormænds moral og idealer omkring 1200 uomtvisteligt og af umådelig værdi. Værkets har en pædagogisk tendens: fortidens idealer stilles i kontrast til samtidens "blødsødenhed". Saxo taler for tvekamp frem for ed som bevis, idet eder kan være falske, mens tvekamp aldrig kan skade den udødelige sjæl, men kun det jordiske legeme. Han fremhæver på alle områder værdien af nordisk kultur og folkelige opfattelser, hvis værdi han forsvarer fx ved retorisk at spørge om, hvem der monstro skulle have bygget de jættestuer og dyssekamre, som det danske landskab er så rigt på, om ikke netop de kæmper, som de gamle beretter om.
En række af vore nationale digtere har hentet stof i de oldhistoriske afsnits myter og sagn, som navnlig fik betydning for romantikken, og Grundtvig udsendte sin egen gendigtning. Kun få danske historier har udeladt sagnkonger som Uffe hin Spage, Rolf Krake og Regner Lodbrog, der hovedsagelig kendes fra Saxos værk.

### Politisk formål
Alle historiske værker skal ses ud fra en politisk situation: Danmark havde været igennem en lang ødelæggende borgerkrig. Derfor var Danmarks status og troværdighed i udlandet på et nulpunkt.
Kirken ville nu betale for et rosende værk. Den ville understrege Danmarks selvstændighed og dermed underbygge den danske kirkes uafhængighed af det staufiske kejserdømme og dets modpaver som fx Octavian (en).[kilde mangler] Det var en klar reaktion mod forholdene under borgerkrigen, som den tysk-romerske kejser havde grebet ind i ved skiftevis at støtte forskellige kongsemner. Det havde medført et Danmark opsplittet i to og i 1157 i tre dele, og at den danske kirke blev en lydkirke under den tyske kejsers pave, der var i opposition til paven i Rom.
På den måde kan værket opfattes som en modsætning til Adam af Bremens krønike, som forsvarede ærkesædet Hamburg-Bremens status som ærkesæde for Danmark.

## Overleveringen af Saxos tekst
Nutidens kendskab til værket skyldes Christiern Pedersens udgave (Paris 1514), hvori tilnavnet Grammaticus dvs. historikeren, den sprogkyndige, "stilisten" eller bare "Skriver" vandt hævd. Det manuskript, som var grundlag for Christiern Pedersens udgave, er tabt, og det er den primære kilde.
Af det sandsynlige originalmanuskript er fire blade bevaret: det berømte Angersfragment på Det Kongelige Bibliotek og tre andre middelalderlige håndskriftblade. Selv om disse fragmenter kun dækker en lille del af Saxos værk, er de af stor betydning. Ved sammenligning med Chr. Pedersens udgave kan vi nemlig vurdere denne udgaves trofasthed mod dens nu tabte forlæg.
Udgaven blev fordansket af Anders Sørensen Vedel 1575. Foruden Grundtvigs version fremhæves Det Danske Sprog- og Litteraturselskabs udgaver (1931–1957, latin) og 2000, Peter Zeebergs oversættelse. I 1985 udkom krøniken i en nudansk genfortælling af Mogens Boisen.
Et sammendrag af Gesta Danorum på omkring en fjerdel af originalens størrelse blev nedfældet i den såkaldte Compendium Saxonis, der er med i Chronica Jutensis.